# آرمیتا
- آرمیتا عباسی
- آرمیتا گراوند